# Blediotrogus fauveli
Blediotrogus fauveli is een keversoort uit de familie van de kortschildkevers (Staphylinidae). De wetenschappelijke naam van de soort is voor het eerst geldig gepubliceerd in 1911 door Bernhauer & Schubert.